# ماتي توث (لاعب كرة قدم مجري)
ماتي توث (بالمجرية: Tóth Máté)‏ هو لاعب كرة قدم مجري في مركز قلب الدفاع، ولد في 22 يناير 1991 في بودابست في المجر. شارك مع منتخب المجر تحت 19 سنة لكرة القدم. أما مع النوادي، فقد لعب مع غيور تورنا أوزتالي ونادي فاساس ونادي هراتس كرالوفه.